# Štefan Sečka
Štefan Sečka (Csütörtökhely, 1953. július 6. – Lőcse, 2020. október 28.) szlovák katolikus pap, a Szepesi egyházmegye püspöke (2011–2022).

## Életútja
1953. július 6-án Csütörtökhely en született. 1976-ban szentelték pappá. 2002 és 2011 között Sita címzetes egyházmegye segédpüspökeként és a Szepesi egyházmegye segédpüspökeként szolgált. 2011-től haláláig az egyházmegye püspöke.
2020. október 28-án, 67 éves korában szívmegállás következtében halt meg.